# Theo Francken
Theo Francken (ur. 7 lutego 1978 w Lubbeeku) – belgijski i flamandzki polityk oraz samorządowiec, poseł do Izby Reprezentantów, w latach 2014–2018 sekretarz stanu, a od 2025 minister w rządzie federalnym.

## Życiorys
Kształcił się w zakresie pedagogiki na Katholieke Universiteit Leuven. Dołączył do Nowego Sojuszu Flamandzkiego. Był pracownikiem frakcji tego ugrupowania w Parlamencie Flamandzkim, następnie wicedyrektorem gabinetu flamandzkiego wicepremiera Geerta Bourgeoisa.
W 2010 uzyskał po raz pierwszy mandat posła do federalnej Izby Reprezentantów, w 2014, 2019 i 2025 z powodzeniem ubiegał się o reelekcję. Po wyborach lokalnych z 2012 został dodatkowo burmistrzem swojej rodzinnej miejscowości.
W październiku 2014 otrzymał nominację na sekretarza stanu do spraw polityki azylowej i migracyjnej oraz ograniczenia administracji. Wkrótce po powołaniu ugrupowania opozycyjne zażądały jego dymisji, powodem był m.in. udział polityka na spotkaniu urodzinowym Boba Maesa, w czasie II wojny światowej członka Flamandzkiego Związku Narodowego. Theo Francken przeprosił na forum parlamentu, pozostając w administracji rządowej. W trakcie urzędowania stał się jednym z najpopularniejszych polityków we Flandrii. Został odwołany w grudniu 2018, gdy N-VA opuścił koalicję rządową.
W lutym 2025 dołączył do nowo powołanego rządu Barta De Wevera, obejmując w nim urząd ministra obrony; powierzono mu także odpowiedzialność za handel zagraniczny.